# Quebrada Pan de Azúcar (periodiskt vattendrag i Chile)
Quebrada Pan de Azúcar är ett periodiskt vattendrag i Chile.   Det ligger i regionen Región de Atacama, i den norra delen av landet, 800 km norr om huvudstaden Santiago de Chile.
Området kring Quebrada Pan de Azúcar är mycket glesbefolkat, med 2 invånare per kvadratkilometer.